# Sam Swaap
Samuël (Sam) Swaap (Amsterdam, 15 oktober 1888 – Den Haag, 8 november 1971) was een Nederlands violist.
Hij was zoon van koopman David Swaap en Elisabeth Halberstad. Hij werd begraven op de Joodse Begraafplaats in Wassenaar.
Hij kreeg zijn opleiding van Hendrik Willem Hofmeester en vanaf 1904 tot 1907 van Carl Flesch aan het Conservatorium van Amsterdam. Ook na zijn eindexamen aldaar was Flesch nog enige tijd zijn leraar. Ondertussen begon hij aan een loopbaan van solist en werd in 1908 eerste violist bij het Concertgebouworkest, waarmee hij ook als solist optrad. Twee jaar later werd hij docent aan genoemd conservatorium; hij volgde Heinrich Fiedler op. In de periode 1908-1913 trad hij negen keer op met het Concertgebouworkest (hij keerde in 1930 en 1931 nog twee keer terug). In 1913 was hij in Finland te vinden; hij werd er violist en concertmeester bij het Filharmonisch Orkest van Turku (Åbo). Na een jaar, de Eerste Wereldoorlog brak uit, was hij terug in Nederland en werd er violist, tweede concertmeester en bij gelegenheid dirigent bij het Residentie Orkest, waar hij in 1917 eerste concertmeester werd. Hij startte in die jaren de jeugdconcerten.
Er volgde vanaf 14 mei 1941 een onderbreking vanwege de Jodenvervolging in Nederland. Hij speelde nog enige tijd bij Het Joodsche Symphonie Orkest, waarvan het doek op 9 juli 1942 viel.
Swaap zat vanaf december 1942 zes maanden opgesloten in Huize De Biezen, rond mei 1943 werd hij gedeporteerd naar Kamp Westerbork en in september 1944 naar Theresienstadt. Hij werd via Zwitserland gerepatrieerd. In juli 1945 pakte hij de draad weer op (in een sterk uitgedund orkest; Joden waren omgebracht, maar er zaten ook verraders in het orkest) en zou er tot zijn pensioen in 1948/1949 spelen. Al die tijd (met uitzondering van die periode) bleef hij soleren in binnen- en buitenland. Ook op het gebied van de kamermuziek kreeg hij bekendheid; hij was eerste violist van het Haagsche Strijkkwartet (Swaap, Adolphe Poth, Jean Devert, Charles van Isterdael), met welk ensemble hij Europa door trok. Ook vormde hij met Max Orobio de Castro en Willem Andriessen/Paul Niessing enige jaren een pianotrio.
Zijn archiefkaart Amsterdam vermeldde tevens een verblijf bij de Van Lier’s Stichting.
In 1948 richtte hij nog een eigen orkest op West Nederlands Symfonie Orkest (dat nog opvolgers kreeg), een kamerorkest dat hij tot vlak voor zijn dood leidde.
Hij werd benoemd tot ridder in de Orde van Oranje-Nassau en de Belgische Kroonorde en ontving diverse onderscheidingen vanuit Frankrijk, Roemenië en Luxemburg.
- Biografisch Portaal: 52670950
- Nationale Bibliotheek van Israël: 987007572738305171
- Virtual International Authority File: 236146461547527731460